# Bergö
Bergö (en finnois : Susiluoto) est une île du golfe de Botnie et une ancienne municipalité du sud-ouest de la Finlande.

## Économie
Petite communauté, son économie a dépendu pendant plusieurs siècles de la pêche et du commerce maritime. Après un maximum de population atteint en 1938 (948 habitants), la commune a entamé son déclin, devenant trop petite pour pouvoir subvenir aux besoins de sa population et étant finalement rattachée à la commune de Malax en 1973. On n'y trouve qu'un seul village significatif, construit autour de sa petite église en bois de 1802. Il compte aujourd'hui environ 500 habitants, à 95 % suédophones.
Des dizaines de petites îles entourent l'île principale, mais elles sont pour la plupart inhabitées.
L'île compte 9 km de routes goudronnées. Le seul moyen de transport vers l'extérieur est le bac à travers le détroit de 1 200 mètres de large qui la sépare de Korsnäs vers le sud (10 minutes de traversée), mettant Vaasa à 60 km par la route (25 km seulement à vol d'oiseau).